# Puzdrowizna
Puzdrowizna (prononciation : [puzdrɔˈvizna]) est un village polonais de la gmina de Brok dans le powiat d'Ostrów Mazowiecka de la voïvodie de Mazovie dans le centre-est de la Pologne.
Il se situe à environ 5 kilomètres au nord-ouest de Brok (siège de la gmina), 10 kilomètres au sud-ouest d'Ostrów Mazowiecka (siège du powiat) et à 80 kilomètres au nord-est de Varsovie (capitale de la Pologne).

## Histoire
De 1975 à 1998, le village appartenait administrativement à la voïvodie d'Ostrołęka.